# Happy Corner
 (avril 2023).
 (août 2017).
Si vous disposez d'ouvrages ou d'articles de référence ou si vous connaissez des sites web de qualité traitant du thème abordé ici, merci de compléter l'article en donnant les références utiles à sa vérifiabilité et en les liant à la section « Notes et références ».

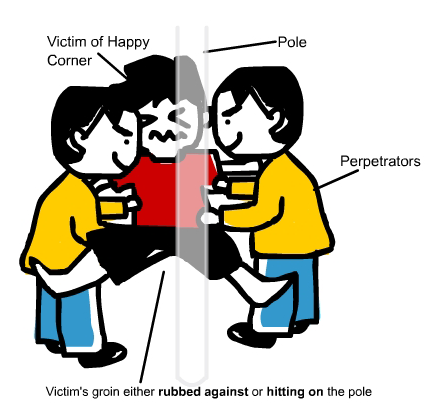
Illustration expliquant le principe du happy corner : « l'entrejambe de la victime est soit frottée soit cognée contre le poteau ».

Le happy corner est une pratique très répandue dans certains milieux étudiants, particulièrement sur les campus universitaires en Asie du Sud-Est. Elle consiste en ce que deux personnes au moins (mais généralement beaucoup plus) saisissent une victime par les membres, lui écartent les jambes et heurtent son entrejambe contre un coin (en théorie), contre un poteau, un arbre ou n'importe quoi (le plus souvent). Si le happy corner est censé être un jeu, il peut également être vécu comme une humiliation voire un moment douloureux et relever d'une forme de harcèlement.

## Origine du nom et autres termes usités
Aux États-Unis, on emploie surtout l'expression happy corner.[réf. nécessaire]
La pratique s'appelle aluba (阿魯巴 Ālǔbā) à Taïwan et existe sous des noms divers et fleuris en Chine continentale.[réf. nécessaire]
En France, le supplice est appelé couramment « couilles au poteau » ou « poteau-couilles »[réf. nécessaire]. En Provence, cette pratique peut également être apellée la "Vieille".[réf. nécessaire]

## Aspects culturels
Considérant ce jeu comme dangereux et sexuellement subversif, le ministère de l'Éducation de la République de Chine a émis une circulaire l'interdisant dans les établissements d'enseignement.
En 2010, à l'université de Pékin, des étudiants ont été exclus pour avoir pratiqué le happy corner.